# Lijst van weg- en veldkapellen in Echt-Susteren
Dit is een onvolledige lijst van veldkapellen in de gemeente Echt-Susteren. Kapelletjes komen vooral in het zuiden van Nederland voor en werden dikwijls gebouwd ter verering van een heilige.
In onderstaande tabel staan alleen veldkapelletjes vermeld, grote kapellen zijn buiten beschouwing gelaten.
| Kapel                               | Adres                        | Plaats         | Bouwperiode        | Architect   | Foto                                 |
| ----------------------------------- | ---------------------------- | -------------- | ------------------ | ----------- | ------------------------------------ |
| Mariakapel                          | Kapelstraat 6                | Berkelaar      |                    |             |                                      |
| Mariakapel (niskapel)               | Pietjesveld                  | Berkelaar      |                    |             |                                      |
| Mariakapel                          | Kerkstraat                   | Dieteren       | 1951               |             | Mariakapel Dieteren                  |
| Kerkhofkapel                        | Maaseikerpoort               | Echt           |                    |             |                                      |
| Onze-Lieve-Vrouw-van-Schilbergkapel | Bosstraat 33                 | Echt-Schilberg | 1691               |             | Onze-Lieve-Vrouw-van-Schilbergkapel  |
| Sint-Rochuskapel                    | Wijnstraat 11                | Echt           | 1686               |             | Sint-Rochuskapel Echt                |
| Sint-Annakapel                      | Spoorstraat                  | Gebroek        | 1896               | J.A. Kempen | Sint-Annakapel Gebroek               |
| Jasperskapelke                      | Illikhovenerstraat           | Illikhoven     | 1840               |             |                                      |
| Lourdesgrot                         | Kerkstraat bij 119           | Koningsbosch   | 1905               |             |                                      |
| Mariakapel                          | Molenweg-Koestraat           | Koningsbosch   | 1860               |             | Mariakapel                           |
| Mariakapel (niskapel)               | Pastoorsweg                  | Koningsbosch   |                    |             | Mariakapel Koningsbosch, Pastoorsweg |
| Spaanshuuskenkapel                  | Spaanshuisken 8              | Koningsbosch   | 1859               |             | Spaanshuuskenkapel                   |
| Mariakapel                          | Kerkweg-Annendaalderweg      | Maria Hoop     |                    |             | Mariakapel Maria Hoop                |
| Mariakapel                          | Millenerpoort                | Nieuwstadt     |                    |             |                                      |
| Mariakapel                          |                              | Pey            |                    |             | Mariakapel Pey                       |
| Sint-Antoniuskapel                  | Dorpsstraat 55               | Pey            | 1875               |             |                                      |
| Sint-Rochuskapel                    | Dorpsstraat 118              | Pey            | 1902               |             |                                      |
| Kapel Eijckholt                     | Eyckholtstraat               | Roosteren      |                    |             | Kapel Eijckholt                      |
| Mariakapel                          | Maaseikerweg-Kokkelertstraat | Roosteren      |                    |             | Mariakapel                           |
| Sint-Antoniuskapel                  | Maasheuvel 3                 | Roosteren      | 1932               |             | Sint-Antoniuskapel                   |
| Sint-Theresiakapel                  | Bosweg 8a                    | Sint Joost     | 1929, 1932 en 2002 |             | Sint-Theresiakapel Sint Joost        |
| Sint-Antoniuskapel                  | Slekkerstraat 53             | Slek           |                    |             |                                      |
| Lourdeskapel (niskapel)             | Elzenweg                     | Susteren       |                    |             |                                      |
| Lourdesgrot                         | Rijdtstraat                  | Susteren-Heide |                    |             |                                      |
| Mariakapel                          | Heidestraat-Pissummerweg     | Susteren-Heide |                    |             |                                      |